# Isola di Šarengrad
L'isola di Šarengrad (in croato Šarengradska ada, in serbo Шаренградска ада?) è un'isola fluviale sul Danubio, situata di fronte all'insediamento croato di  Šarengrad, nel comune di Ilok.

## Controversia territoriale
L'isola è nota per una controversia territoriale che oppone la Croazia alla Serbia. All'epoca della Repubblica Socialista Federale di Jugoslavia l'isola era parte della Croazia e durante la guerra d'indipendenza croata l'isola venne occupata militarmente dall'Armata Popolare Jugoslava, così come tutta la Slavonia orientale. Al momento del ritiro jugoslavo, nel 1998, l'isola di Šarengrad, assieme alla vicina isola di Vukovar, rimase sotto il controllo serbo.
Nel 2004 la Serbia ha ritirato il proprio esercito dall'isola, sostituendovi delle forze di polizia. L'isola continua ad appartenere de facto alla Serbia, mentre la Croazia ne reclama il possesso.

## Posizioni di Serbia e Croazia

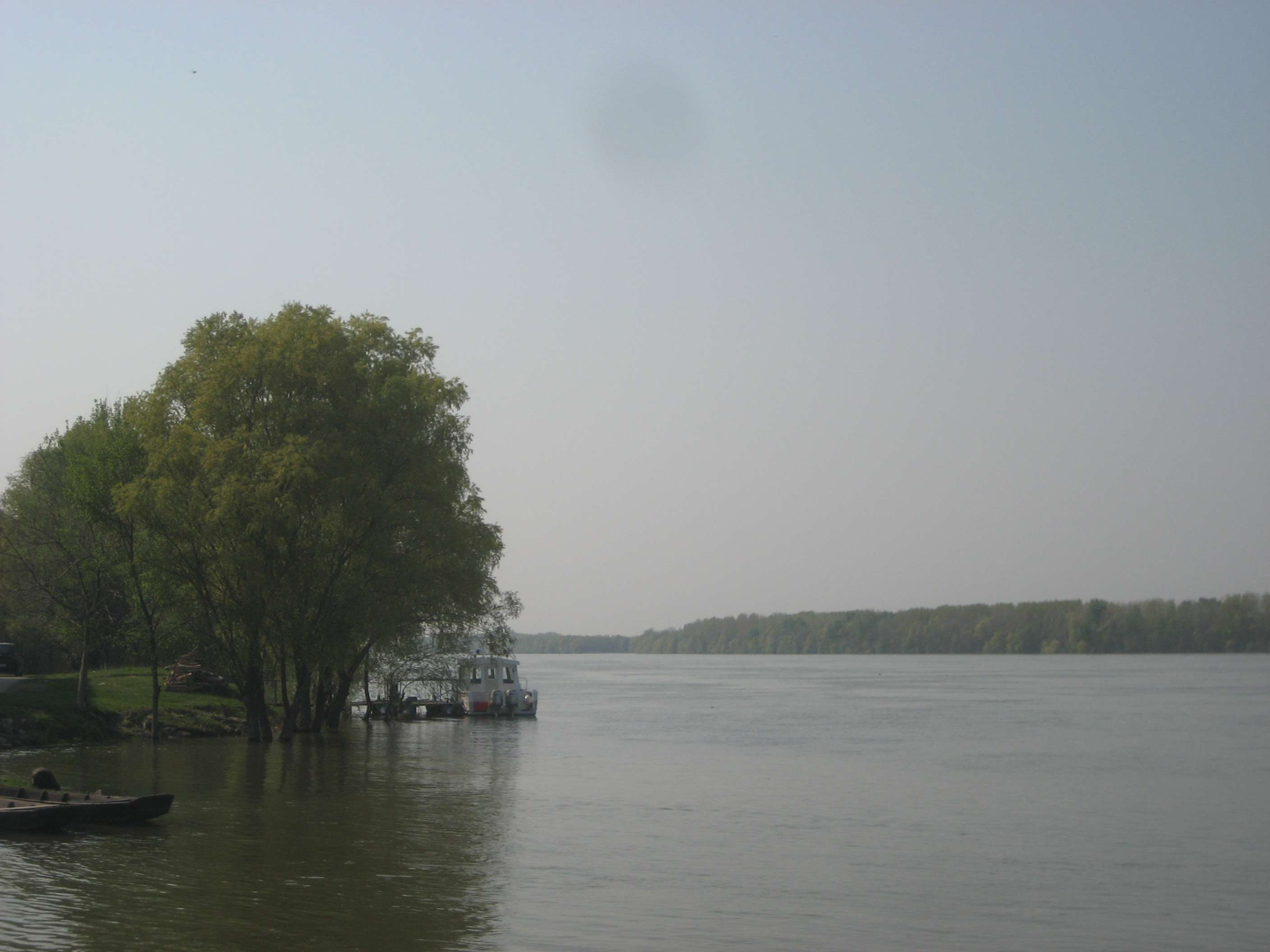
Il Danubio e uno scorcio dell'isola

A sostegno della propria tesi, la Croazia porta l'operato della Commissione Badinter che venne incaricata di risolvere le controversie territoriali tra le repubbliche ex-jugoslave. Secondo i principî adottati dalla commissione i confini dei nuovi stati dovevano seguire quelli delle repubbliche socialiste federate e dunque l'isola di Šarengrad, già appartenuta alla Repubblica Socialista di Croazia, apparterrebbe alla Croazia.
Di contro la Serbia rivendica il possesso rifacendosi ai principi di diritto internazionale sui confini fluviali: l'isola infatti si trova più vicina alla riva serba, tra questa e il corso principale del Danubio, al di là del quale si trova la riva croata. Infatti nel corso del XX secolo il corso del fiume Danubio venne cambiato in quanto gli austriaci "tagliarono" il meandro del fiume rendendolo non più navigabile, in favore del nuovo taglio che divenne il corso ufficiale e navigabile del Danubio. Secondo i serbi sarebbe da applicare il diritto internazionale sul confine tra due paesi quando questo è dato da un corso navigabile di fiume, cioè con l'isola di Šarengrad che resterebbe dalla parte serba.